# جمعية تغذية مرضى الكلى
إن جمعية تغذية مرضى الكلى، هي إحدى الجمعيات التابعة لـلمؤسسة الوطنية للكلى، وتعمل بصفتها المنظمة الرئيسة على المستوى المحلي لـعلماء التغذية المعنيين بتغذية مرضى الكلى في الولايات المتحدة، الذين يشاركون في تقديم الرعاية للمرضى المصابين بـأمراض الكلى أو المهتمين بالجوانب المتعلقة بهؤلاء المرضى.

## نهج العمل
تعمل جمعية تغذية مرضى الكلى كجمعية محترفة في نطاق إطار العمل الخاص بالمؤسسة الوطنية للكلى وتشترك مع منظمات أخرى في دعم هدف المؤسسة المتمثل في تحسين حياة أولئك الأشخاص الذين يعانون من مرض كلوي مزمن أو إصابات حادة في الكلى من خلال التعليم وتحقيق نتائج فائقة والبحث في مجال التغذية لكونه متعلقًا بالوقاية من أمراض الكلى والأمراض الخاصة بالجهاز البولي واستئصالها والعلاج منها.

## الدورية
إن الدورية العلمية الرسمية الخاصة بالجمعية هي دورية تغذية مرضى الكلى، والتي تعد أيضًا المنشور الرسمي لـلجمعية الدولية للتغذية الكلوية والأيض.

## الاجتماعات
تعقد الجمعية عددًا من الاجتماعات الإقليمية والمؤتمرات السنوية بشكل سنوي. يكون الاجتماع الرئيس خلال الاجتماع السريري للمؤسسة الوطنية للكلى في فصل الربيع.

## جائزة جويل دي كوبل
تقديرًا لمساهمات جويل دي كوبل في مجال التغذية الكلوية، تمنح الجمعية كل عام جائزة جويل دي كوبل للأشخاص المتميزين تقديرًا لجهودهم في تطوير مجال تغذية مرضى الكلى.

## كتابات أخرى
- Karalis M (July-2008). "Registered dietitians working together to advance research". Journal of Renal Nutrition. ج. 18 ع. 4: 393. DOI:10.1053/j.jrn.2008.04.014. PMID:18558306. مؤرشف من الأصل في 2019-12-16. اطلع عليه بتاريخ 2011-06-27. {{استشهاد بدورية محكمة}}: تحقق من التاريخ في: |تاريخ= (مساعدة)